# سو تيري
سو تيري (بالإنجليزية: Sue Terry)‏ هي ملحنة أمريكية، ولدت في 1959.

## وصلات خارجية
- سو تيري على موقع أول ميوزيك (الإنجليزية)